# オトカドール
『オトカ♥ドール』は、コナミアミューズメントより2015年3月13日に順次稼動開始したトレーディングカードアーケードゲーム。
『モンスター烈伝 オレカバトル』同様、光沢紙を使ったプレイヤー名入りのカードが排出されるアーケード用のカードゲーム。コナミ初の女子向けトレーディングカードアーケードゲームで、「オトカドール」と呼ばれるキャラクターを操作してコーデバトルをする内容となっている。専用筐体もあるが、「ドラゴンコレクション（アーケード版）」の筐体を流用し、かつシステムの一部を制限させたバージョンも存在する。
当初の発売元はコナミデジタルエンタテインメントであったが、コナミグループ再編に伴い、2016年11月1日付で発売元がコナミアミューズメントへ変更された。
2021年12月27日に、公式ホームページより2022年3月31日をもってサービスを終了することが発表され、約7年間の歴史に幕を閉じた。

## 遊び方
一人1プレイ100円。
- ボタンを押すとカードをスキャンするステップに入る。カードをスキャンし、ニャンドラのカギをスキャンさせると今日の運勢が表示されるほか、スタンプが溜まる。カードを所持していない場合は100円を投入し、好きなドールを選択する必要があり、その後プレイヤー名とドール名を登録する。
- 対戦相手を選択する。初プレイの場合は選択できない。
- バトルが開始される。バトルはまずリズムゲームのようにタイミング良く左右のボタンやレバー操作を行い、その結果によってマジックポイントが溜まり選択できるコマンドが変わる。
- ヒメゲージが満タンの状態でレバーを倒すとヒメモードに突入し、ドールの必殺技を出すことが出来る。
- バトルが終了すると着せ替え用のアイテムが手に入り、着せ替えを行う。
- 着せ替えたドールの撮影を3回行い、任意の1枚の写真を選択しカード化する。専用筐体だとカードをキラ化でき、キラ化するには100円を追加投入することで購入できるゴールドキラパウダー、またはスタンプを10個貯めることでもらえるスターキラパウダーを使用する。

## 登場キャラクター

### ドール
プレイヤーの分身となるキャラクター。
初プレイ時に任意で改名可能。下記はデフォルト名。
ライバルとしても登場し、その際は髪の色が異なる。
あい
声 - 藤井ゆきよ
可愛い物が大好きな明るい性格の女の子。
料理が趣味だがあまり上手ではないらしく、「オトカ♥まんが」において彼女の作ったキャンディーを口にした者は皆倒れてしまっている。
5人の中ではバランスの取れた能力。ヒメモードは攻撃力依存の大ダメージ技。
ライバルとして登場するものは金髪。
メインコーデ - Heart Parade（ハートパレード）
ヒメモード - ファイナルアタック/ファイナルラブリーアタック
メインソング - オトカドール ～このゆびとまれ～
セイナ
声 - 照井春佳
クラシカルで上品な出で立ちの清楚系で、女の子たちのあこがれ。絶対音感の持ち主。
素早さが低い反面、HPと魔力が高い。ヒメモードはHP回復＋状態異常回復。
ライバルとして登場するものは黒髪。
メインコーデ - Marguerite Crown（マーガレットクラウン）
ヒメモード - ホーリーヒーリング/ミラクルヒーリング
メインソング - Healing Tree
サニー
声 - 大空直美
笑顔が愛らしい妹系。お菓子とポップでカラフルな洋服が好き。
素早さが６人中最も高い反面、魔力は最も低い。ヒメモードは自分の能力をアップさせる。
ライバルとして登場するものは水色の髪。
メインコーデ - Candy Toxic（キャンディトキシック）
ヒメモード - ドリームステージ/レインボードリームステージ
メインソング - マイドリームステージ
ローズ
声 - 斉藤佑圭
ロケテスト初出。プロローグPhase3より追加。
ちょっとオトナなセクシー系で、エレガントなクールビューティー。趣味はコスメ、ネイル集め。
HPが６人中最も低く、魔力と素早さは最も高い。ヒメモードは魔力依存の大ダメージ技。
ライバルとして登場するものは金髪。
メインコーデ - Desert Rose（デザートローズ）
ヒメモード - ピンクメテオ/ピンクメテオストライク
メインソング - Tomorrow Tomorrow
リリカ
声 - 金香里
ロケテスト初出。プロローグPhase3よりライバルのみ追加され、1stドリームPhase1よりプレイアブル化。
頭の回転が速く面倒見のいい、かっこかわいいクール系。音楽に詳しく、ゲームやパズルが得意。
攻撃が高く、素早さが６人中最も低い。ヒメモードは一定ターンの間ダメージを無効化（状態異常は貫通）するバリア。
ライバルとして登場するものはピンク色の髪。
メインコーデ - Sci-Fi Girl（サイファイガール）
ヒメモード - クールバリア/コールドバリア
メインソング - BARRIER
ココ
声 - 長久友紀
2ndドリームPhase1より追加。
紅茶とぬいぐるみが大好きで、優雅でメルヘンチックなおっとり系。
魔力が高く、素早さが低め。ヒメモードは魔力依存の攻撃をランダムで２〜５回行う。
ライバルとして登場するものはオレンジ色の髪。
メインコーデ - Minette（ミネット）
ヒメモード - シークレットガーデン/マイシークレットガーデン
メインソング - てんきあめ

### ライバル
ドールに勝利することで対戦することができ、レベル10のキャラクターが特定のコーデを着用することでホンキモードとの対戦が可能。
1度ホンキモードに勝利すれば、コーデの制限なく対戦可能になる。
ライバルカードを用いることでプレイヤーキャラクターとしても使用可能。
また、ドールとは別枠で3匹一組で現れるモンスターたちがおり、
これらと戦う場合にはインストゥルメンタルのBGMが流れる。
魔王ルシ子
声 - 須藤祐実
初回（チュートリアル時）に一度登場し、1stドリームPhase2にて再登場。
メインコーデ - Lost Paradise（ロストパラダイス）
ヒメモード - ロストパラダイス/Lost Paradise
メインソング - 黒い月の遊戯
小悪魔アバリータ
声 - 三上枝織
プロローグPhase1より登場。
誰かの深すぎる欲によって誕生したドール。
背中の羽とハート型のしっぽがトレードマーク。好きな色はピンク、好きなものはプレゼント(をもらうこと)。趣味はおねだり。属性は火。
何でも欲しがり、自分のために何でもして欲しいというほどの強欲。「オトカ♥まんが」においては、エンビーのネコミミとアシディアのフードの垂れ耳をねだっている。しかし、実際は自分に何かして欲しいというだけでありアバリータ自身が欲しいものは特に無い。
メインコーデ - Avaritia（アバリータ）
ヒメモード - アクマのゆうわく/アクマのひみつ
メインソング - My Precious One
魔女っ子エンビー
声 - 一木千洋
プロローグPhase1より登場。
誰かの人を羨む心によって誕生したドール。
魔女の帽子のような大きな帽子、ネコミミと尻尾、茶色の長い三つ編みが特徴(黒いネコミミと尻尾は自身に生えているものではなく、アクセサリー)。好きな色はパープル、好きなものはネコ型のかわいいモノ。趣味は"メイクの魔法"の研究。属性は風。
自分が持っているモノよりも、他人の持っているモノが気になってしょうがない性格。
2015年8月17日から8月31日までの期間、その後Introduction Phase3において衣装のカラーが変更された「なついろの魔女っ子エンビー」が登場した。ドロップする衣装、アイテムがなついろ仕様となっている。
メインコーデ - Envy（エンビー）
ヒメモード - ワイバーン/ハイクラスワイバーン
メインソング - もっと私を好きになって！
魔法使いの弟子アシディア
声 - 川上莉央
プロローグPhase1より登場。
誰かの消極的すぎる心によって誕生したドール。
目を隠した前髪と、頭をすっぽり覆ううさぎの耳のようなフードが特徴。好きな色はライトブルー、好きなものは誰もいない図書館。趣味は読書。属性は水。
引っ込み思案な性格。傷つくことが怖く、ずっと家にいたためプレイヤードールが友達になるまで友達が一人もいなかった。アシディア自身は誰とも関わらず一人だけで過ごすことに何の疑問も持っていなかったという。「オトカ♥まんが」においては、一人で過ごす時間を邪魔されつづけると激怒する面も見せる。
メインコーデ - acedia（アシディア）
ヒメモード - キレる/マジギレ
メインソング - ちらちら・はらはら
スライム
「オレカバトル」からの登場。3匹一組で出現する。
原典同様にゲージを増加させる技を使う。1匹1匹は弱く、一度の攻撃でほぼ確実に倒せる。
衣装ではなく、アクセサリーの材料となるアイテムをドロップする。
ヒメモード - エサ化/エサ化大盛
メインソング - なし（オレカバトルより「バトル ～勇者の旅立ち1～」のアレンジ）
天使ちゃんプリッド
声 - 大和田仁美
プロローグPhase2より登場。
メインコーデ - Prid（プリッド）
ヒメモード - エンジェルコール/ウリエルコール
メインソング - 進め！女の子のマーチ
お菓子の国のグリコ
声 - 佐藤あずさ
プロローグPhase2より登場。
メインコーデ - gulico（グリコ）
ヒメモード - くいしんぼうの食事会/くいしんぼうの食事会デザート付
メインソング - シ・ア・ワ・セ=ペロリ♪
ロル
プロローグPhase2より登場。
「オレカバトル」からの登場。3匹一組で出現する。
素早さが高く「つるぎの舞」で攻撃力をあげてくるが、HPが低いので簡単に倒せる。
倒された際に発する台詞（声）が原典と同じ。
衣装ではなく、アクセサリーの材料となるアイテムをドロップする。
ヒメモード - フンキの踊り/奮起の踊り
メインソング - なし（オレカバトルより「バトル ～勇者の旅立ち1～」のアレンジ）
セクシー魔人ラクリア
声 - 後藤友香里
プロローグPhase3より登場。
メインコーデ - Luxuria（ラクリア）
ヒメモード - 時を止める/さらに時を止める
メインソング - 愛だ恋だの情熱
お姫様ウエステ
声 - 佐々木愛
プロローグPhase3より登場。コーデWasteはLv10で解禁。
メインコーデ - Waste（ウエステ）
ヒメモード - ロイヤルステージ/ゴールデンロイヤルステージ
メインソング - イツモノワタシ
プチドラゴン
プロローグPhase3より登場。
「オレカバトル」からの登場。
ヒメモード - ファイアーブレス/業火のいき
メインソング - なし（オレカバトルより「バトル ～ドラゴン1～」のアレンジ）
織姫ちい
声 - 鎌田梢
1stドリームPhase1より登場。
メインコーデ - Chi（ちい）
ヒメモード - ハンドレッドウィッシュ/サウザンドウィッシュ
メインソング - 天ノ川夜曲
泉の精霊ナルル
声 - 佐藤朱
1stドリームPhase1より登場。
メインコーデ - Naruru（ナルル）
ヒメモード - ヴァニティサンライト/ヴァニティリフレクション
メインソング - いのちの雫
ツブレトマト
1stドリームPhase1より登場。
「オレカバトル」からの登場。3匹一組で出現する。
ヒメモード - トマトまつり/トマトフェスティバル
メインソング - なし（オレカバトルより「バトル ～勇者の旅立ち1～」のアレンジ）
マーメイドティア
1stドリームPhase2より登場。
メインコーデ - Tear（ティア）
ヒメモード - シャボン・パラダイス/シャボン・ヘブン
メインソング - 潮騒のうた
女海賊ライア
声 - 井上詩央里
1stドリームPhase2より登場。
メインコーデ - Liar（ライア）
ヒメモード - アンリミテッドハート/アンリミテッドハートプラス
メインソング - トゥルーライヤー
ペンタ
1stドリームPhase2より登場。
「オレカバトル」からの登場。
ヒメモード - 魔海ダイス/禁断のジュホー
メインソング - なし（オレカバトルより「バトル ～氷劇の行路・船上～」のアレンジ）
妖精フィクル
声 - 神山裕紀
1stドリームphase3より登場。
メインコーデ - Fickle（フィクル）
ヒメモード - スワロウテイルダンス/スワロウテイルドリーム
メインソング - お気に召すままア・ラ・カルト
オートマタアイディ
声 - 竹内若子
1stドリームphase3より登場。
メインコーデ - Lost Paradise（ロストパラダイス）
ヒメモード - クロックワーク・ハート/クロックワーク・ハートビート
メインソング - 千の木洩れ日
天馬ユニコーン
1stドリームPhase3より登場。
「オレカバトル」からの登場。
ヒメモード - ユニコーンの角/ユニコーンの霊角
メインソング - なし（オレカバトルより「バトル ～風隠の祭壇～」のアレンジ）
ハロウィンの小悪魔アバリータ
声 - 三上枝織
2ndドリームphase1より登場。
メインコーデ - Avaritia（アバリータ）
ヒメモード - トリックオアトリート/お菓子をくれなきゃいたずらしちゃうぞ！
メインソング - my precious one -"trickortreat❤︎"スタイル-
バンパイアイラ
声 - 長江里加
2ndドリームphase1より登場。
メインコーデ - IRA（イラ）
ヒメモード - ダンサー・インザ・ダーク/ダンサー・インザ・シャドウ
メインソング - 刻印～impress
和菓子の国のグリコ
声 - 佐藤あずさ
2ndドリームphase2より登場。
メインコーデ - gulico（グリコ）
ヒメモード - 秘剣!お団子食べるだ剣/秘剣!お団子食べるだ剣・改
メインソング - シ・ア・ワ・セ=ペロリ♪ -和風-
占い師キャンディッド
2ndドリームphase2より登場。
メインコーデ - Candid（キャンディッド）
ヒメモード - ムーンライトソナタ/ムーンライトセレナーデ
メインソング - ミカヅキ・フォーチュン
クリスマスの魔法使いの弟子アシディア
声 - 川上莉央
2ndドリームphase3より登場。
メインコーデ - acedia（アシディア）
ヒメモード - メリークリスマス!/ハッピーメリークリスマス!!
メインソング - ちらちら・はらはら -"merrychristmass♪"スタイル-
氷の女王フローレス
2ndドリームphase3より登場。
メインコーデ - Flawless（フローレス）
ヒメモード - フローズン・ドール/ワルツ・ウィズ・フローズン・ドール
メインソング - フローズン・ドール
親愛の魔王ルシ子
声 - 須藤祐実
3rdドリームphase3より登場。
メインコーデ - Lost Paradise（ロストパラダイス）
ヒメモード - ザ・ラストダンス/ザ・ラストダンス・フォー・ユー
メインソング - 黒い月の遊戯 -Amitie･スタイル-
オートマタエス
Act1 Phase1より登場。
メインコーデ - Love of Eden（ラブオブエデン）
ヒメモード - クロックワーク・ハート/クロックワーク・ハートビート
メインソング - アイスルコドモ
大天使ミカ子
Act1 Phase1より登場。ルシ子の姉。
メインコーデ - Love of Eden（ラブオブエデン）
ヒメモード - ガーデンオブエデン/ラブオブエデン
メインソング - Patronus ～あなたの守護～
白衣の天使プリッド
声 - 大和田仁美
Act1 Phase2より登場。
メインコーデ - Prid（プリッド）
ヒメモード - エンジェルコール/ウリエルコール
メインソング - 鳴らせ！ディン♪ドン♪
ミステリアスキャンディッド
Act1 Phase2より登場。
メインコーデ - Candid（キャンディッド）
ヒメモード - ムーンライトソナタ/ムーンライトセレナーデ
メインソング - 銀河のパーティー ～Dance in the starlight～
セクシーマジシャンラクリア
声 - 後藤友香里
Act1 Phase3より登場。
メインコーデ - Luxuria（ラクリア）
ヒメモード - 時を止める/さらに時を止める
メインソング - ガラスの靴にはもう憧れない
あいの影
声 - 藤井ゆきよ
Act2 Phase1より登場。
ヒメモード - ツマラナイゲンジツ/ナニモナイゲンジツ
メインソング - ココロの絵の具
ヨミ
声 - 森下由樹子
Act2 Phase1より登場。
メインコーデ - 天（テン）
ヒメモード - ムラクモノタチ/叢雲の太刀
メインソング - ここにいるよ…
アメ
Act2 Phase1より登場。
メインコーデ - 天（テン）
ヒメモード - イワトビラキ/岩戸開き
メインソング - ハレの世界へ
RaV(レイジアゲインストバレンタイン)イラ
声 ‐ 長江里加
Act2 Phase2より登場。
メインコーデ - IRA（イラ）
ヒメモード - ダンサー・インザ・ダーク/ダンサー・インザ・シャドウ
メインソング - LOVE SO WHAT?
イースタークイーンウエステ
声 - 佐々木愛
Act2 Phase3より登場。
メインコーデ - Waste（ウエステ）
ヒメモード - ロイヤルステージ/ゴールデンロイヤルステージ
メインソング - ハッピー♪ゴージャス☆イースター
織女☆ちい
声 - 鎌田梢
Act2 Phase4より登場。
メインコーデ - Chi (ちい)
ヒメモード - ハンドレッドウィッシュ/サウザンドウィッシュ
メインソング - ひめくり
スモールホワイトフィクル
声 - 神山裕紀
Act2 Phase5より登場。
メインコーデ - Fickle（フィクル）
ヒメモード - スワロウテイルダンス/スワロウテイルドリーム
メインソング - ブランニュー・ホワイト
フェニックスソーレ
声 - 大空直美
Act2 Phase6より登場。
ヒメモード - ふぇにーち/れふぇにーち
メインソング - ふたりはフェニックス
フェニックスルーナ
声 - 照井春佳
Act2 Phase6より登場。
ヒメモード - ふぇにーち/れふぇにーち
メインソング - 月下～GEKKA～

## ライバルカード
「ファイアリー・エンジェル」よりレアはアンコモンに名称変更。
「ジュエル・ソング」
2016年4月28日-7月27日、2017年3月24日-4月27日。全30種。
- 小悪魔アバリータ、魔法使いの弟子アシディア、魔女っ子エンビー、天使ちゃんプリッド、お菓子の国のグリコ、セクシー魔人ラクリア、お姫様ウエステ、まおうルシ子

「ミッドサマーナイト・ドリーム」
2016年7月28日-9月15日、2017年4月28日-6月15日。全32種。
- 織姫ちい、泉の精霊ナルル、マーメイドティア、女海賊ライア、なついろの魔女っ子エンビー、妖精フィクル、オートマタアイディ、魔王ルシ子

「スターズ・シャイニング」
2016年9月16日-12月21日、2017年6月16日-7月13日。全28種。
- ハロウィンの小悪魔アバリータ、バンパイアイラ、和菓子の国のグリコ、占い師キャンディッド、クリスマスの魔法使いの弟子アシディア、氷の女王フローレス、親愛の魔王ルシ子

「ファイアリー・エンジェル」
2016年12月22日-2017年3月23日。全32種。
- 白衣の天使プリッド、ミステリアスキャンディッド、セクシーマジシャンラクリア、オートマタエス、大天使ミカ子、ヨミ、アメ、あいの影

「レ・フェニーチ」
2017年7月14日-。全24種。
- RaVイラ、イースタークイーンウエステ、織女☆ちい、スモールホワイトフィクル、フェニックスソーレ、フェニックスルーナ

## スタッフ
主な収録楽曲の作曲者は『pop'n music』のスタッフである村井聖夜で、歌唱は同じく『pop'n music』にて歌唱を担当するNU-KOが主に担当している。

## リリース
- 2015年3月14日 プロローグPhase1稼働開始。
- 2015年4月28日 プロローグPhase2稼動開始。
- 2015年6月1日 プロローグPhase3稼働開始。
- 2015年7月1日 1stドリームPhase1稼働開始。
- 2015年7月31日 1stドリームPhase2稼働開始。「ショップ」実装。
- 2015年9月1日 1stドリームPhase3稼働開始。
- 2015年10月1日 2ndドリームPhase1稼働開始。
- 2015年11月5日 2ndドリームphase2稼働開始。「アイカラー」実装。
- 2015年12月3日 2ndドリームphase3稼働開始。
- 2015年12月28日 3rdドリームphase1稼働開始。
- 2016年2月4日 3rdドリームphase2稼働開始。
- 2016年3月3日 3rdドリームphase3稼働開始。
- 2016年4月28日 Introduction Phase1稼働開始。「ライバルカード」実装。
- 2016年6月3日 Introduction Phase2稼働開始。
- 2016年7月1日 Introduction Phase3稼働開始。
- 2016年7月28日 Act1 Phase1稼働開始。
- 2016年8月26日 Act1 Phase2稼働開始。
- 2016年9月16日 Act1 Phase3稼働開始。
- 2016年12月22日 Act2 Phase1稼働開始。
- 2017年2月10日 Act2 Phase2稼働開始。
- 2017年3月24日 Act2 Phase3稼働開始。
- 2017年4月28日 Act2 Phase4稼働開始。
- 2017年6月16日 Act2 Phase5稼働開始。
- 2017年7月14日 Act2 Phase6稼働開始。

## 曲コラボ
他のコナミゲームでもゲーム楽曲を提供。
- pop'n music うさぎと猫と少年の夢
- jubeat plus
- REFLEC BEAT plus
- beatmania IIDX 24 SINOBUZ